# Jysmänvaara
Jysmänvaara este o arie protejată (arie specială de conservare — SAC, sit de importanță comunitară — SCI) din Finlanda întinsă pe o suprafață de 16,9 ha, integral pe uscat.

## Localizare
Centrul sitului Jysmänvaara este situat la coordonatele 63°49′42″N 28°38′36″E / 63.8283°N 28.6433°E.

## Înființare
Situl Jysmänvaara a fost declarat sit de importanță comunitară în mai 2002 pentru a proteja un număr necunoscut de specii din flora spontană și fauna sălbatică aflate în arealul zonei. Situl a fost protejat și ca arie specială de conservare în aprilie 2015.

## Biodiversitate
Situată în ecoregiunea boreală, aria protejată conține 2 habitate naturale: Pante stâncoase silicioase cu vegetație casmofită, Taiga vestică.
La baza desemnării sitului se află un număr nedeclarat de specii protejate.